# Tabanus lenticulatus
Tabanus lenticulatus är en tvåvingeart som beskrevs av H. Oldroyd 1949. Tabanus lenticulatus ingår i släktet Tabanus och familjen bromsar. Inga underarter finns listade i Catalogue of Life.